# F Communications
F Communications, également connu sous le nom FCom, est un label discographique français de musique électronique, anciennement basé à Paris, actif entre 1994 et 2008. Il est fondé par Laurent Garnier et Éric Morand.

## Histoire
En 1991, Éric Morand, alors directeur artistique chez Disques Barclay, initie le label Fnac Music Dance Division et propose à Laurent Garnier de sortir ses premiers morceaux sur ce label. En 1994, à la suite de l'arrêt de ce label, les deux compères décident de poursuivre l'aventure avec un nouveau label : FCommunications.
F Com est donc la suite logique de Fnac Music Dance Division. Des artistes tels que Scan X, Ludovic Navarre, Shazz, qui ont fait la réputation du label Fnac, se retrouvent ainsi sur F Communications. Le label joue un rôle important dans l'émergence d'une musique électronique en France, une french touch reconnue internationalement.
F Communications ferme ses portes au printemps 2008. Le label se rappelle toutefois au bon souvenir de ses fans en 2020 avec une série de rééditions, pour son 25e anniversaire (de 1994 à 2019). Réutilisant treize années de productions, ils lancent la publication de 25 EP remastérisés sous forme de maxi 45-tours vinyle et en streaming, associant des morceaux cultes, des morceaux moins connus et des inédits. Avec en ouverture de ce programme de publication, le 28 avril 2020, les débuts notamment de Laurent Garnier, Ludovic Navarre, Scan X, et Mr. Oizo.

## Discographie partielle
- F 001 - Dune - The Alliance EP (12", EP)
- F 001 CD - Dune - The Alliance EP (CD, EP)
- F 002 - St Germain - Mezzotinto EP (12", EP)
- F 002 CD - St Germain - Mezzotinto EP (CD, EP)
- F 003 - Aurora Borealis - The Milky Way (12")
- F 003 CD - Aurora Borealis - The Milky Way (CD, Maxi)
- F 004 - D.S. - Volume 1 (12")
- F 004 CD - D.S. - Volume 1 & 2 (CD, Maxi)
- F 005 - Juantrip' - Masterpiece Trilogy (12")
- F 005 CD - Juantrip' - Masterpiece Trilogy (CD, Maxi)
- F 006 - D.S. - Volume 2 (12")
- F 007 - Nova Nova - Metaysic? EP (12", EP) (2)
- F 007 CD - Nova Nova - Metaysic? EP (CD, EP)
- F 008 - Shazz - A View Of Manhattan... (12", EP)
- F 008 CD - Shazz - A View Of Manhattan (CD, Maxi)
- F 009 - Feedback - Element EP (12", EP)
- F 009 CD - Feedback - Element EP (CD, EP)
- F 010 - Scan X - Random Access EP (12", EP)
- F 010 CD - Scan X - Random Access EP (CD, EP)
- F 011 - Iberian - Nueva Era EP (12", EP)
- F 011 CD - Iberian - Nueva Era EP (CD, EP)
- F 012 - Laurent Garnier - Astral Dreams (12", S/Sided)
- F 012 1 - Laurent Garnier - Astral Dreams Restless (CD, Maxi)
- F 012 CD  - Laurent Garnier - Astral Dreams Daydreams (CD, Maxi)
- F 012 R - Laurent Garnier - Astral Dreams (Remixes Limited Edition) (12", Ltd)
- F 014 - Laurent Garnier - Shot In The Dark (Cass, Album)
- F 014 CD - Laurent Garnier - Shot In The Dark (CD, Album)
- F 014 DLP - Laurent Garnier - Shot In The Dark (2xLP, Album)
- F 015 - Lady B - Vice Versa EP (12", EP)
- F 015 CD - Lady B - Vice Versa EP (CD, Maxi, EP)
- F 016 - Nuages - Blanc EP (12", EP)
- F 016 CD - Nuages - Blanc EP (CD, EP)
- F 017 - Aurora Borealis - Raz / Pillow Lava (12")
- F 017 CD - Aurora Borealis - Raz / Pillow Lava (CD, Maxi)
- F 018 - St Germain - Boulevard 1/3 (12")
- F 019 - Taho - Vertige EP (12", EP)
- F 019 CD - Taho - Vertige EP (CD, EP)
- F 020 - St Germain - Boulevard 2/3 (12")
- F 021 - St Germain - Boulevard 3/3 (12")
- F 022 CD - St Germain - Boulevard (CD, Album)
- F 022 CDX - St Germain - Boulevard (2xCD, Album, Ltd)
- F 022 DLP - St Germain - Boulevard (2xLP, Album)
- F 022 MC - St Germain - Boulevard (Cass, Album)
- F 023 - Juantrip' - Switch Out The Sun EP (12", EP)
- F 023 CD - Juantrip' - Switch Out The Sun EP (CD, EP)
- F 024 - Square - EP (12", EP)
- F 025 - Nova Nova - Zarathoustra (12", EP)
- F 025 CD - Nova Nova - Zarathoustra (CD, Album)
- F 026 - Scan X - Intrinsic Mind EP (12", EP)
- F 026 CD - Scan X - Intrinsic Mind EP (CD, EP)
- F 027 - Alaska - Deuxième EP (12", EP)
- F 027 CD - Alaska - Deuxième EP (CD, EP)
- F 028 - Toni Mono - Toni Mono EP (12", EP)
- F 028 CD - Toni Mono - Toni Mono EP (CD, EP)
- F 029 - Iberian - Manufactured EP (12", EP)
- F 029 CD - Iberian - Manufactured EP (CD, EP)
- F 030 - St Germain - Alabama Blues (12")
- F 030 CD - St Germain - Alabama Blues (CD, Maxi)
- F 030 S - St Germain - Alabama Blues (7", Ltd, Single)
- F 031 - Aqua Bassino - Swirl EP (12", EP)
- F 031 CD - Aqua Bassino - Swirl EP (CD, EP)
- F 032 - Taho - Elle EP (12", EP)
- F 032 CD - Taho - Elle EP (CD, EP)
- F 033 - Laurent Garnier - Club Traxx EP (2x12", EP)
- F 033 CD - Laurent Garnier - Club Traxx EP (CD, EP)
- F 034 - Scan X - Bleu EP (12", EP)
- F 035 - The Beyonder - Airscape (12")
- F 036 - Madame B - It's Not Enough (12", S/Sided, Ltd)
- F 037 - Nova Nova - Ex EP (12", EP)
- F 037 CD - Nova Nova - Ex EP (CD, EP)
- F 038 - Various - Musiques Pour Les Plantes Vertes (12")
- F 038 CD - Various - Musiques Pour Les Plantes Vertes (CD)
- F 039 - Scan X - Earthquake EP (12", EP)
- F 039 CD - Scan X - Earthquake  (CD, Maxi, Enh)
- F 040 CD - Scan X - Chroma (CD, EP)
- F 040 CD - Scan X - Chroma (Album)

## Autres artistes
- Nova Nova
- Readymade FC
- Avril
- Aqua Bassino
- Alexkid
- Mr. Oizo
- Think Twice
- Vista Le Vie
- Gong Gong
- The Youngsters
- Llorca
- Frédéric Galliano
- Jay Alanski
- Chaotik Ramses